# Starostenství
Starostenství (polsky sołectwo, doslova šoltyství z německého výrazu Schulzenamt) je územně správní pomocná jednotka gminy v Polsku, charakteristická pro vesnické oblasti. Pole působnosti činnosti starostenství a jeho orgánů popisuje rada gminy ve stanovách starostenství.
Podle informací k 31. prosinci 2008  bylo v Polsku evidováno 40 459 starostenství.

## Charakteristika
Orgánem zákonodárným a kontrolním je zasedání obyvatel starostenství, orgánem výkonným je šoltys (pl. sołtys), který má právo účastnit se a vystupovat na jednání rady gminy (nemá tam však hlasovací právo). Poradním orgánem šoltyse je rada starostenství.  Šoltyse a starostenskou radu volí obyvatelé, kteří mají trvalý pobyt ve starostenství, v tajném nebo přímém hlasování. Hlasovacím orgánem starostenství je zasedání obyvatel starostenství. 
Od roku 2009 starostenství disponuje vlastním finančním fondem.

## Struktura
Starostenství může být složeno z jedné sídelní jednotky (např. vesnice nebo kolonie vesnice nebo osada), části sídelní jednotky nebo několika sídelních jednotek. V jedné sídelní jednotce může být zřízeno jedno nebo více starostenství.

## Městské starostenství
Ve městech je nejčastějším podobným typem územně správního rozvržení osada (pl. osiedle) nebo čtvrť města. Ale neplatí to vždy. Vyskytují se města, na jejichž území jsou zřízena také starostenství, např. ve Władysławowě, Nałęczowě, Mikołowě, Aleksandrowě Łódzkém (starostenství Szatonia) nebo v samotné Varšavě (např. ve čtvrti Białołęka existují tři starostenství). Volba a organizace typu územně správní pomocné jednotky gminy záleží na rozhodnutí obyvatel.